# 白芷散
白芷散屬於中醫方劑的經產劑，出自婦人大全良方，由3味中藥組成，是用以治療風溼帶下的常用方劑，症狀常見赤白帶下，滑脫不禁。《醫方集解》將本方歸於足陽明少陰厥陰藥。
本方的組成包括白芷、胎髮、海螵蛸。細研為末，酒調下二錢。
依據傳統的中醫方義解釋：白芷辛溫，能燥溼而祛風。髮者血之餘，能補陰消瘀，炒黑又能止血。海螵蛸鹹溫，能收溼而和血。                                               